# Єловка (Сєровський міський округ)
Єло́вка (рос. Еловка) — присілок  у складі Сєровського міського округу Свердловської області.
Населення — 47 осіб (2010, 44 у 2002).
Національний склад населення станом на 2002 рік: росіяни — 98 %.